# 飯沼蓮
飯沼 蓮（いいぬま れん、2000年2月8日 - ）は、日本出身のラグビーユニオン選手。2025年現在ジャパンラグビーリーグワンに参戦する浦安D-Rocksに所属している。

## プロフィール
- 山梨県山梨市出身[1]。
- ポジションはスクラムハーフ(SH)。
- 身長 169 cm、体重 72 kg

## 略歴
3歳からラグビーを始めた。
2018年、日川高校卒業後、明治大学に入学。なお日川高校時代、高校日本代表に選ばれたことがある。
2021年、明治大学ラグビー部の主将に就任。
2022年、NTTコミュニケーションズ シャイニングアークス東京ベイ浦安に加入。同年4月9日に行われたJAPAN RUGBY LEAGUE ONE第12節埼玉ワイルドナイツ戦にて先発出場で公式戦に初出場した。同年7月、NTT再編に伴う新チーム浦安D-Rocks選手スコッドに選ばれた。同年10月、浦安D-Rocksの主将に就任。